# Il signore di Barcellona
Il signore di Barcellona (titolo in lingua spagnola: Te daré la tierra) è un romanzo storico di Chufo Lloréns, edito per la prima volta in Italia da Mondadori nel 2010.

## Trama
Protagonista del romanzo è il conte di Barcellona Raimondo Berengario I e la vicenda narrata si svolge tra il 1051 e il 1058. Dapprima il conte è catturato dalla bellezza della contessa di Tolosa, Almodis de La Marche, poi, dopo aver ripudiato la seconda moglie, Bianca di Narbona, organizza il rapimento di Almodis, che giunta a Barcellona, diventa la sua amante. Nonostante l'opposizione della nonna, Ermesinda di Carcassonne, e la successiva scomunica di papa Vittore II, la relazione con Almodis prosegue ed è celebrato il matrimonio, da cui nascono quattro figli. Solo nel 1057 Raimondo si rappacifica con la nonna e la scomunica gli viene tolta.
Tra i personaggi figurano anche il figlio di primo letto di Raimondo Berengario, Pietro Raimondo, come un giovane  che avversa in ogni modo Almodis de La Marche.
Un altro personaggio storico di un certo rilievo è Abenamar, ambasciatore del re di Siviglia, Muhammad al-Muʿtamid, che consegna a Raimondo Berengario una notevole quantità di monete d'oro che erano solo placcate con una leggera lamina d'oro.

## Incongruenze storiche
Nella realtà storica Pietro Raimondo, figlio di Raimondo Berengario, a quell'epoca era solo un bambino, che si era affezionato alla matrigna e che nel 1058 aveva solo nove anni circa.
Abenamar, ambasciatore del re di Siviglia, ed il suo re sono stati messi in questa vicenda, ma in realtà gli avvenimenti descritti nel libro sono avvenuti circa vent'anni dopo, al tempo del conte Raimondo Berengario II.
Un personaggio che compare nel libro come comandante delle truppe mercenarie normanne al servizio della contessa Ermesinda alla corte di Girona è il genero della contessa, Ruggero di Tosny; la cosa però non è possibile in quanto Ruggero di Tosny in realtà era morto combattendo contro i Mori di al-Andalus, una dozzina di anni prima.  

## Edizioni
- Chufo Lloréns, Il signore di Barcellona, Mondadori, 2010, ISBN 978-88-04-60323-8.